# Estadio Maccabiah
El Estadio Maccabiah era un estadio de fútbol ubicado cerca del río Yarkon en Tel Aviv, Israel.

## Historia
Fue construido en 1932 para los Juegos macabeos de ese año con capacidad para 20000 espectadores. Fue sede de los juegos macabeos de 1932 y 1935 y fue la sede del Maccabi Tel Aviv de 1938 a 1969 y del Hapoel Tel Aviv FC en la temporada 1961/62.
Con el tiempo la capacidad del estadio fue reducida a 5000 espectadores y fue cerrado en 1969 luego de que el Maccabi Tel Aviv se mudara al Bloomfield Stadium y actualmente es un campo abierto.

## Partidos internacionales
Israel utilizó el estadio en la clasificación para la Copa Mundial de Fútbol de 1950 en la derrota por 2-5 ante Yugoslavia.

## Galería

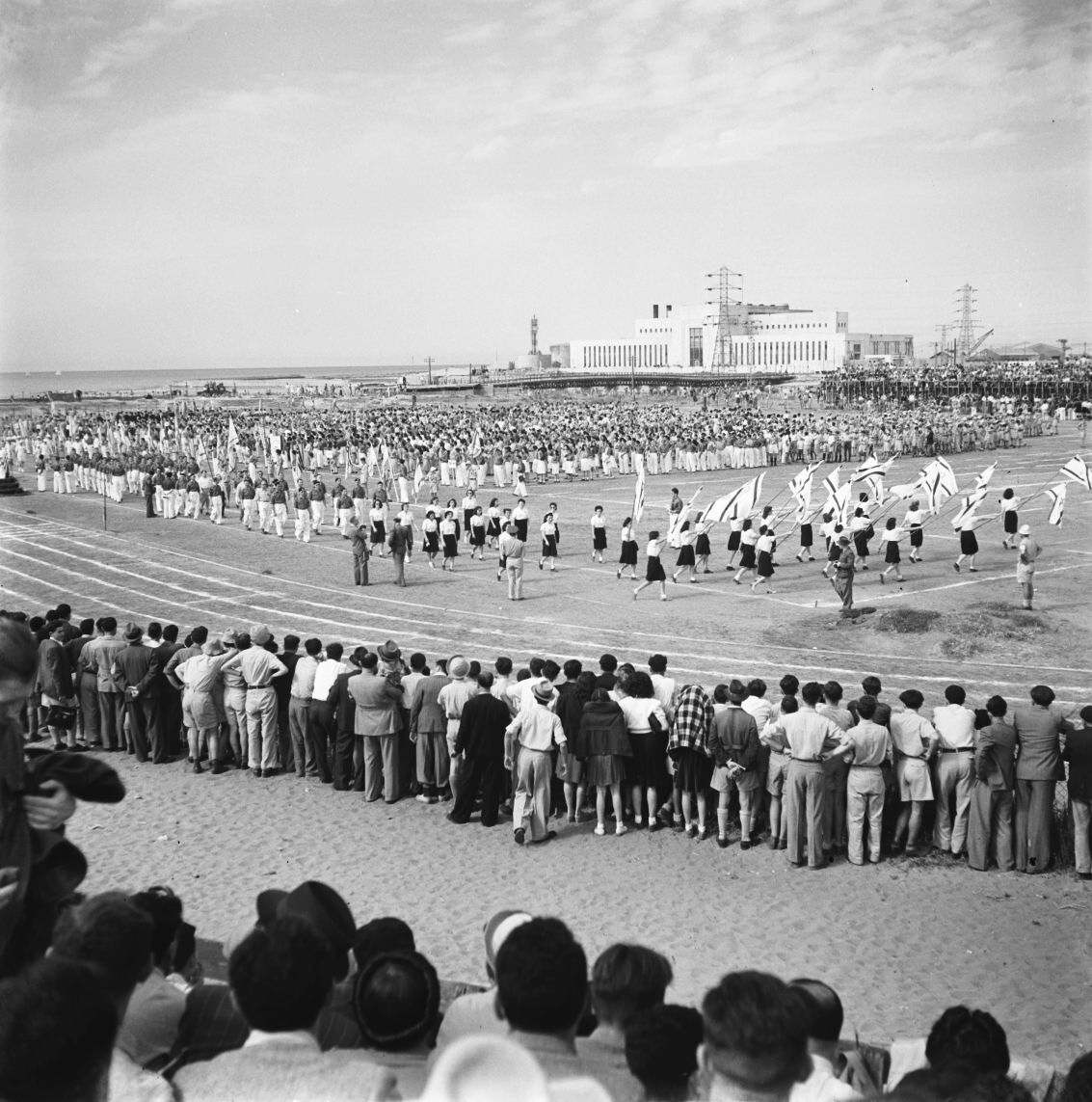
El Estadio Maccabiah en 1946.
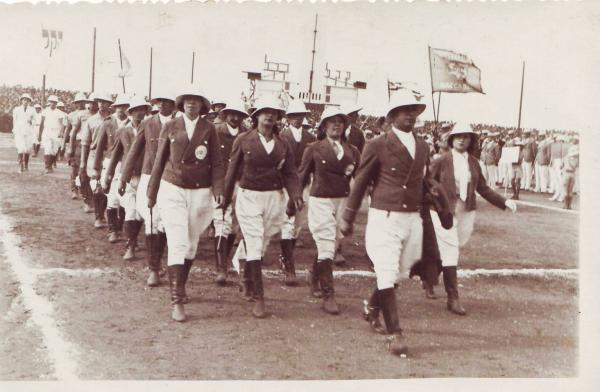
Israel en los Juegos macabeos de 1935.
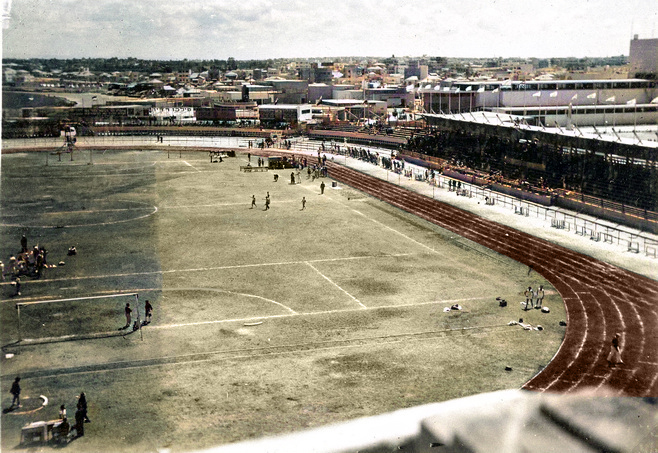
Estadio en 1935.